# پریساک
پریساک (به فرانسوی: Prissac) یک کمون در فرانسه است که در اندر واقع شده‌است. پریساک ۶۲٫۸۳ کیلومتر مربع مساحت و ۶۷۶ نفر جمعیت دارد و ۱۶۵ متر بالاتر از سطح دریا واقع شده‌است.